# Epstein didn't kill himself

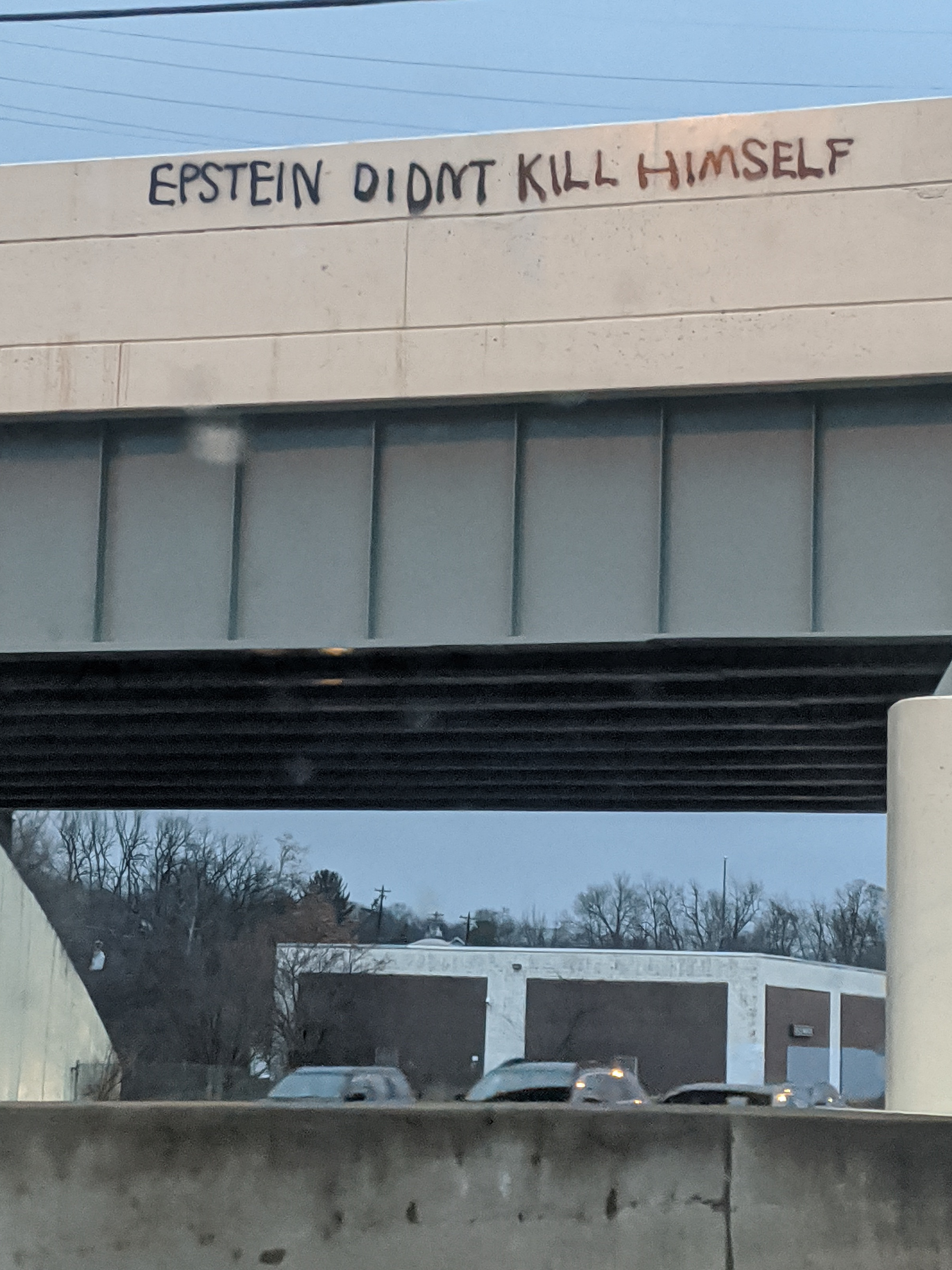
Grafite com a frase em um viaduto na Interestadual 71 em Cincinnati

"Epstein didn't kill himself" (em português: "Epstein não se matou") é um meme da Internet e uma teoria da conspiração em torno da morte de Jeffrey Epstein. Epstein era um financista e criminoso sexual condenado com conexões com várias outras figuras proeminentes, e seu suicídio relatado gerou inúmeras teorias sobre a natureza e a causa de sua morte. O meme ganhou força em novembro de 2019, à medida que mais circunstâncias em torno de sua morte se tornaram públicas.

## Visão geral
A ideia central por trás do meme é incluir a frase "Epstein didn't kill himself" em contextos inesperados, como uma legenda fotográfica do pintor Bob Ross ou no final do post como non sequitur. O meme apareceu em vários jogos esportivos televisionados na forma de sinais e corpos pintados. Várias pessoas também interceptaram aleatoriamente a frase no final das entrevistas. É usado por indivíduos de todos os lados do espectro político, sem acordo sobre os detalhes específicos da morte de Epstein.

## Reações
Scott Simon, da NPR, comparou o aspecto de bait-and-switch do meme ao rickrolling. Ele também temia que fazer uma notícia sobre o meme pudesse espalhar informações erradas. Os promotores federais tentaram desencorajar a difusão da teoria, mas a Associated Press informou: "[a] frase 'Jeffrey Epstein didn't kill himself' ganhou vida própria — às vezes mais como um slogan da cultura pop do que uma crença real".
O escritor James Poulos citou o avanço das mídias sociais e o crescente sentimento populista pelo meme. Os comentaristas também sugeriram que a crescente desconfiança do governo e da elite também exercia um grande fator em sua popularidade. Jeet Heer, do The Nation, expressou sua preocupação de que isso possa levar o meme a se tornar uma ferramenta útil para o recrutamento para a extrema-direita; mas Adam Bulger, em um artigo de destaque para o BTRtoday, rejeitou as preocupações de Heer e incentivou o Partido Democrata a adotar o meme.
Em um artigo para a Mel Magazine publicado pouco antes da entrevista à Fox News, Miles Klee escreveu que havia vários fatores para a ascensão do meme online; Entre eles, havia um "ressentimento fervilhante" e uma falta de justiça para as vítimas de Epstein. Ele explicou ainda que uma grande atração de compartilhar o meme "Epstein didn't kill himself" foi que serviu como um método para manter a história de Epstein dentro do ciclo de notícias. A autora Anna Merlan argumentou que o meme com o tempo tende a banalizar as preocupações das vítimas de Epstein. No entanto, ela mencionou que Jane Doe 15, que em 19 de novembro de 2019 alegou publicamente que Jeffrey Epstein a estuprou, usava uma pulseira com a frase "Epstein didn't kill himself" em uma imprensa pública conferência para indicar sua crença na teoria.